# 安山大学
安山大学（Ansan University）是位于韩国京畿道安山市的基督教大韩监理会计专科大学。
该校原位于韩国仁川市南洞区，前身为仁川护理大学，1994 年迁至现址。韩语缩写안산대，英语缩写Ansan University（AU）。

## 历史
1972年12 月14日，学校法人Saebit学院的姜錫峰创办了仁川护理专门大学。第二年3月5日开校，1978年12月改编为专科大学，更名为仁川护理专科大学。1979年8月20日，校舍搬迁至仁川广域市南洞区一带，1981年10月,更名为仁川护理保健专科大学。 1992年3月更名为仁山专科大学，1994年8月10日搬迁至京畿道安山市一带如今的校舍。1995年3月更名为安山专科大学。1998年更名为安山一大学，2012年1月更名为安山大学，一直延续至今。

## 教育组织
安山大学设有护理、保健、人类护理、食品与营养、人文与社会科学、商业、计算机与设计融合等8个系28个专业的学士学位课程。
学院下设立了文科与科学系 

## 校园风光
安山大学是位于京畿道的一所私立大學，在常绿树的一洞。安山大学的校园面积约为140,000平方米，是典型的京畿道社区大学的规模，与艺苑艺术大学和江原大学的规模相近。虽然校园里山坡等高低差比较大,但附近的基础设施比较发达。韩国天然气公司京畿地区本部及其研究室位于附近,一洞行政福利中心也位于附近。 使用安山大学作为副译名的常绿水域位于安山大学附近。

## 脚注
1. ↑  . 안산대학교. 경기. 2020-11-12  [2023-12-24]. （原始内容存档于2022-09-23）.
2. ↑  . 안산대학교 자유전공학부. 안산. 2022-9-15  [2023-12-24]. （原始内容存档于2023-03-26）.